# Judicael Berengario
Judicael Berengario o Juhel Berengario, in francese Juhel ou Judicaël Bérenger (fine IX secolo – 970) fu conte di Rennes, dal 920 circa alla sua morte.

## Origine
Secondo il secondo volume della Histoire de Bretagne dello storico francese, Arthur de La Borderie, era figlio del conte di Rennes, di Bayeux e marchese di Neustria, Berengario II e della figlia di Gurvant, pretendente al trono dei Bretoni, in contrapposizione a Pasquitano, conte di Vannes.
Di Berengario non si conosce l'esatta ascendenza, si sa solo che discendeva da una famiglia di origine carolingia installata nella zona orientale del regno dei Franchi. Comunque secondo alcune fonti era figlio o genero del suo predecessore, Enrico di Franconia e, secondo Arthur de La Borderie, sarebbe stato il capostipite dei conti di Rennes.

## Biografia
Secondo l'archeologo inglese, Neil S. Price, già nell'874, suo padre Berengario, era conte di Rennes, quando, alleato di Alano il Grande, re dei Bretoni, si oppose energicamente ai Vichinghi.
Il monaco e cronista normanno, Guglielmo di Jumièges, nella sua Historiæ Normannorum Scriptores Antiqui, sostiene che quando il re dei Franchi occidentali, Carlo il Semplice, concesse a Rollone, il ducato di Normandia, nel 911, il Re di Bretagna, Alano I ed il conte di Rennes e di Bayeux e marchese di Neustria, Berengario II, gli fecero un giuramento di fedeltà (la cosa non era possibile, in quanto, Berengario II era morto da circa 15 anni, mentre Alano I era morto da poco; si riferiva evidentemente ai loro successori, tra cui forse, Judicael)
Le prime notizie di Judicael si hanno da La chroniques de nantes, che lo cita come conte di Rennes, già nel 931, quando sotto la guida di Alano II Barbatorta, i Bretoni tentarono di cacciare i Normanni dal loro regno.
Poi fu con Alano II, dal 938, duca di Bretagna, a Trans nel 939, dove riportò una vittoria sui Normanni della Loira (secondo Arthur de La Borderie, Judicael era stato l'eroe della battaglia), con la collaborazione del conte del Maine Ugo I, come ricorda anche il cronista Flodoardo.
Ancora secondo Flodoardo, nel 944, entrò in lotta con Alano II, favorendo le scorrerie dei Normanni;
in quel periodo, Judicael (Iudhæel comes) viene citato nel documento nº 25, non datato, del Cartulaire de Landévennec, publié par Arthur de La Borderie, redatto dal duca di Bretagna, in cui figurano citati anche i figli di Alano II, Hoel e Guerech, (Houuel comes, Vuerec).
Dopo la morte di Alano II, giurò fedeltà al conte di Blois, di Chartres, di Châteaudun, e di Tours, Tebaldo I il Truffatore, tutore di Drogone;
in quel periodo, trovandosi a Nantes, Judicael fece una donazione all'abbazia di Landévennec, come riportato nel documento n° XL, non datato, del Cartulaire de Landévennec, publié par Arthur de La Borderie.
Infine, Judicael viene citato, come conte di Rennes, in una lettera di papa Giovanni XIII in cui vengono indicati i principali condottieri dei Bretoni: Hoel I, suo fratello Guerech, Judicael Berengario, e suo figlio, Conan il Torto.
La morte di Judicael, secondo La chronique de Nantes è avvenuta, nel 970 circa.

## Discendenza
Judicael aveva sposato Gerberga di cui non si conoscono gli ascendenti, che gli diede due figli: 
- Conan detto il Torto[17] ( † 27 giugno 992), conte di Rennes e duca di Bretagna,
- Maino ( † 1020), signore di Fougères, come da documento nº 1 delle Chartes du Prieuré de la Sainte-Trinité de Fougères[18],

### Fonti primarie
- (LA)  La chroniques de nantes.
- (LA)  Histoire de Bretagne, de l'année 754 a l'année 995 di Arthur Le Moyne de La Borderie.
- (LA) The Vikings in Brittany [collegamento interrotto], su vsnrweb-publications.org.uk.
- (LA)  Monumenta Germanica Historica, tomus III.
- (LA)  Borderie, Cartulaire de l'abbaye de Landevenec.
- (LA)  Bulletin archéologique de l'association bretonne, Tome III.
- (LA)  Historiæ Normannorum Scriptores Antiqui.

### Letteratura storiografica
- René Poupardin, I regni carolingi (840-918), cap. XIX, vol. II (L'espansione islamica e la nascita dell'Europa feudale) della Storia del Mondo Medievale, pp. 582–634.
- Louis Halphen, Francia: gli ultimi carolingi e l'ascesa di Ugo Capeto (888-987), cap. XX, vol. II (L'espansione islamica e la nascita dell'Europa feudale) della Storia del Mondo Medievale, pp. 636–661.
- (FR)  Histoire de Bretagne, de l'année 754 a l'année 995 di Arthur Le Moyne de La Borderie.
- (EN)  Neil S. Price, The Vikings in Brittany[collegamento interrotto].